# 페라리 F50 GT
페라리 F50 GT(영어: Ferrari F50 GT) 또는 페라리 F50 GT1(영어: Ferrari F50 GT1)은 BPR 글로벌 GT 시리즈에서 맥라렌 F1 GTR과 같은 다른 시리즈 라이벌과 경쟁하기 위한 페라리 F50을 기반으로 제작된 레이스카이다.

## 역사

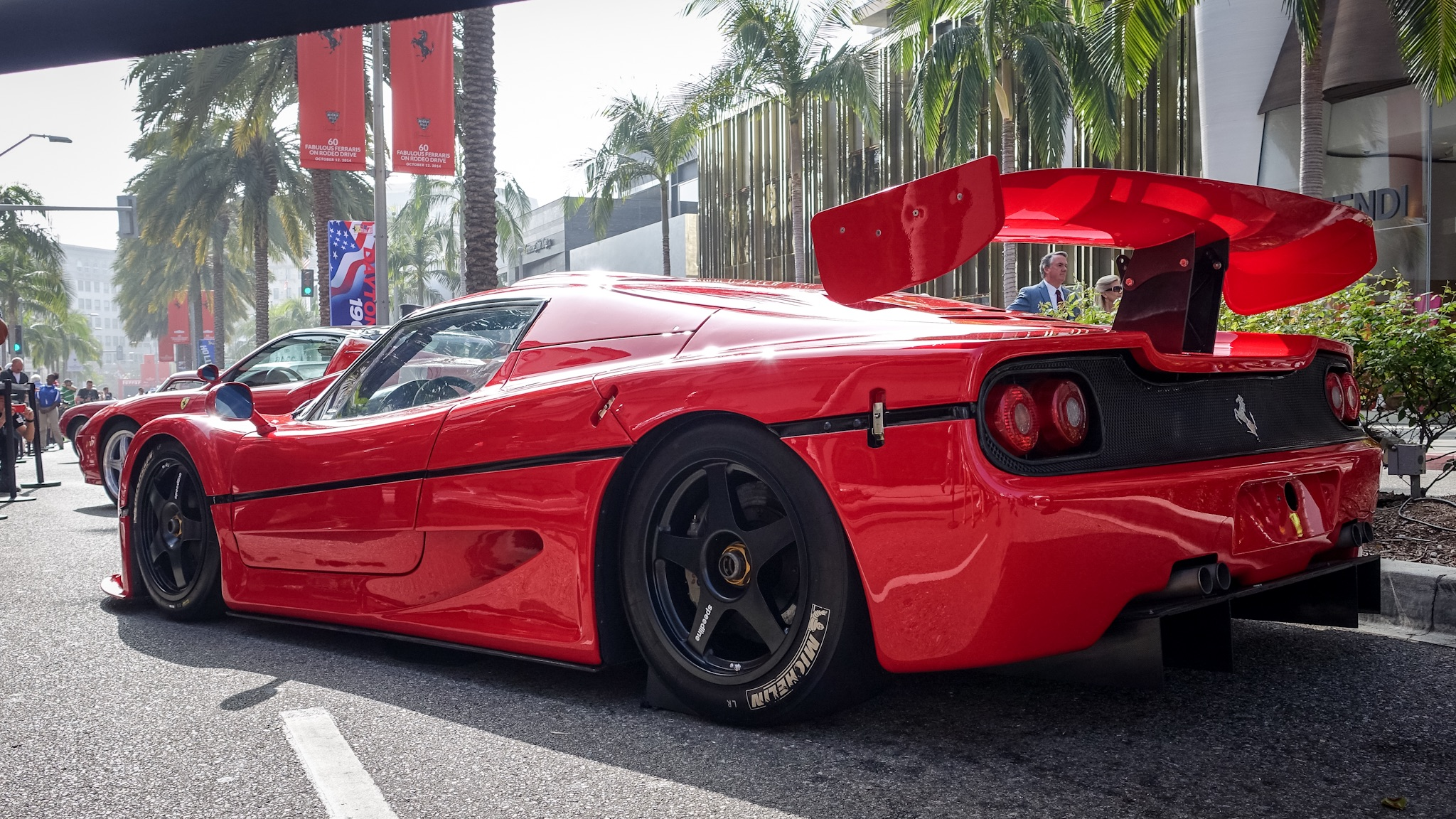
뒷 부분

## 성능
- 배기량: 4,698.50 cc (4.7 L; 286.7 cu in)[1]391.54 cc (0.4 L; 23.9 cu in)
- 최고출력: 551 kW (749 PS; 739 hp)[1][3] 45.92 kW (62.43 PS; 61.58 bhp)
- 최대토크: 529 N·m (54 kg·m; 390 lb·ft)[1]
- 특정 출력:  160 PS (118 kW; 158 hp)[1]
- 전력 대 중량 비율: 톤당 0.872 PS/kg 또는 872.093 PS 또는 1.1466 kg/PS
- 0–97 km/h (0–60 mph): 2.9초[1][3]
- 최고 속도: 376 km/h (234 mph)[3]